# Moldavska pravoslavna Crkva
Moldavska pravoslavna Crkva (rum. Biserica Ortodoxă din Moldova; rus. Православная церковь Молдовы) je jedna od autonomnih pravoslavnih crkava pod jurisdikcijom Ruske pravoslavne Crkve koja pokrijeva područje Moldavije. Najveći dio stanovništva republike Moldavije pripada ovoj konfesiji. Prvostolnica Moldavske pravoslavne crkve je Mitropolitanska katedrala porođenja Gospodinova i nalazi se u glavnom gradu Chișinău.
1992. je došlo do teškog sukoba, kada se jedan dio svećenstva odjelio od Moldavske pravoslavne Crkve, želeći se priključiti rumunjsko-orjentiranoj Besarabijskoj pravoslavnoj Crkvi.
Na izborima u Moldaviji 2005., 3.158.015 osobe ili 95.5% stanovništva se izjasnilo pripadncima pravoslavne crkve. Glava Moldavske pravoslavne Crkve je metropolit, koji je stalni član Svetog Sinoda Ruske pravoslavne Crkve.

## Vanjske poveznice
- mitropolia.md - Službena stranica (rumunjski, ruski, engleski)